# Meistriliiga (2008)
Meistriliiga 2008 była 18. edycją najwyższej klasy rozgrywkowej piłki nożnej w Estonii.
Brało w niej udział 10 drużyn, które w okresie od 8 marca do 15 listopada 2008 rozegrały 36 kolejek meczów. Levadia Tallinn zdobyła trzeci tytuł z rzędu, a szósty w swojej historii.

## Uczestniczące drużyny
| Uczestnicy poprzedniej edycji | Uczestnicy poprzedniej edycji | Uczestnicy poprzedniej edycji | Uczestnicy poprzedniej edycji |
| --- | ----------------------------- | ----------------------------- | ----------------------------- |
| LEV | Levadia Tallinn               | Tallinn                       | 1                             |
| FLO | Flora Tallinn                 | Tallinn                       | 2                             |
| TVM | Tallinna FC TVMK              | Tallinn                       | 3                             |
| NVA | JK Narva Trans                | Narwa                         | 4                             |
| MAA | Tartu JK Maag Tammeka         | Tartu                         | 5                             |
| TKV | JK Tallinna Kalev             | Tallinn                       | 6                             |
| VTU | Viljandi Tulevik              | Viljandi                      | 7                             |
| VPR | Pärnu JK Vaprus               | Parnawa                       | 8                             |
| Awans z Esiliigi |                               |                               |                               |
| SLK | JK Sillamäe Kalev             | Sillamäe                      | 3                             |
| po barażach |                               |                               |                               |
| NÕM | Nõmme Kalju                   | Tallinn                       | 6                             |
| Oznaczenia: - kolumna pierwsza – skróty nazw drużyn, - kolumna trzecia – siedziba klubu, - kolumna czwarta – miejsce zajęte w poprzednim sezonie. |                               |                               |                               |

## Tabela
| Lp. | Drużyna             | M  | Z  | R | P  | B+  | B–  | +/– | Pkt | Kwalifikacja lub spadek                      |
| --- | ------------------- | -- | -- | - | -- | --- | --- | --- | --- | -------------------------------------------- |
| 1   | Levadia Tallinn (M) | 36 | 29 | 6 | 1  | 105 | 22  | +83 | 93  | Liga Mistrzów UEFA • II runda kwalifikacyjna |
| 2   | Flora Tallinn (P)   | 36 | 28 | 7 | 1  | 113 | 28  | +85 | 91  | Liga Europy UEFA • II runda kwalifikacyjna   |
| 3   | Narva Trans         | 36 | 16 | 8 | 12 | 62  | 54  | +8  | 56  | Liga Europy UEFA • I runda kwalifikacyjna    |
| 4   | Nõmme Kalju         | 36 | 16 | 7 | 13 | 65  | 64  | +1  | 55  | Liga Europy UEFA • I runda kwalifikacyjna    |
| 5   | Sillamäe Kalev      | 36 | 13 | 6 | 17 | 49  | 79  | −30 | 45  |                                              |
| 6   | Viljandi Tulevik    | 36 | 9  | 4 | 23 | 31  | 74  | −43 | 31  |                                              |
| 7   | Tartu Maag Tammeka  | 36 | 9  | 4 | 23 | 45  | 76  | −31 | 31  |                                              |
| 8   | Kalev Tallinn       | 36 | 6  | 8 | 22 | 37  | 70  | −33 | 26  |                                              |
| 9   | Pärnu Vaprus (B, S) | 36 | 5  | 2 | 29 | 41  | 125 | −84 | 17  | baraż o Meistriliiga                         |
| 10  | TVMK Tallinn (W)    | 36 | 20 | 6 | 10 | 91  | 47  | +44 | 66  | wycofana                                     |

1. ↑  6 listopada 2008 Komisja Licencyjna Estońskiego Związku Piłki Nożnej zdecydowała o nieudzieleniu znajdującej się w trudnej sytuacji ekonomicznej TVMK Tallinn licencji na grę w Meistriliiga lub Esiliiga. TVMK był pod zarządem EJL od lipca 2008 w związku z niemożnością zapewnienia klubowi udziału w mistrzostwach. Zarówno zawodnicy, jak i trenerzy zdobyli brązowe medale za trzecie miejsce, ale sam klub spadł na 10. miejsce[1]. Po sezonie klub został rozwiązany.

## Wyniki
| Gospodarz \ Gość   | FLO | NÕM | LEV | MAA | SIL | KAL | NAR | TUL | TVM | VPR | FLO | NÕM | LEV | MAA | SIL | KAL | NAR | TUL | TVM  | VPR |
| ------------------ | --- | --- | --- | --- | --- | --- | --- | --- | --- | --- | --- | --- | --- | --- | --- | --- | --- | --- | ---- | --- |
| Flora Tallinn      |     | 1–1 | 0–2 | 3–1 | 4–0 | 4–1 | 3–3 | 3–1 | 3–1 | 7–0 |     | 4–0 | 0–0 | 6–2 | 7–1 | 1–1 | 2–1 | 4–1 | 4–2  | 3–0 |
| Nõmme Kalju        | 1–7 |     | 0–4 | 2–1 | 3–0 | 2–1 | 1–1 | 2–0 | 1–5 | 3–1 | 0–3 |     | 1–2 | 2–1 | 2–2 | 3–2 | 7–3 | 2–0 | 2–0  | 5–1 |
| Levadia Tallinn    | 2–2 | 2–2 |     | 1–1 | 4–0 | 3–1 | 3–1 | 2–0 | 2–0 | 7–0 | 0–0 | 1–0 |     | 4–1 | 5–1 | 2–1 | 7–2 | 5–0 | 1–1  | 4–0 |
| Tartu Maag Tammeka | 1–3 | 2–1 | 1–3 |     | 2–0 | 0–2 | 0–1 | 2–0 | 1–2 | 4–1 | 1–2 | 2–3 | 1–3 |     | 0–2 | 1–0 | 1–4 | 2–1 | 2–3  | 1–0 |
| Sillamäe Kalev     | 0–3 | 2–1 | 0–5 | 1–1 |     | 2–1 | 1–3 | 1–0 | 1–3 | 1–4 | 0–1 | 2–1 | 1–4 | 2–1 |     | 2–1 | 4–4 | 0–1 | 0–1  | 3–2 |
| Kalev Tallinn      | 0–3 | 2–0 | 0–2 | 2–0 | 2–5 |     | 1–2 | 2–1 | 1–1 | 1–2 | 0–1 | 2–3 | 1–5 | 1–1 | 0–0 |     | 2–0 | 1–2 | 2–2  | 1–1 |
| Narva Trans        | 1–2 | 1–0 | 0–3 | 1–1 | 3–1 | 0–0 |     | 4–1 | 1–1 | 1–0 | 0–2 | 1–1 | 0–1 | 4–1 | 0–3 | 1–0 |     | 3–0 | 1–0  | 3–0 |
| Viljandi Tulevik   | 0–8 | 0–0 | 0–1 | 3–1 | 1–1 | 3–2 | 1–0 |     | 0–3 | 0–1 | 1–2 | 1–4 | 0–5 | 3–0 | 0–0 | 0–0 | 1–0 |     | 0–1  | 1–2 |
| TVMK Tallinn       | 0–0 | 0–1 | 3–0 | 1–0 | 5–1 | 5–2 | 1–1 | 6–1 |     | 2–1 | 1–3 | 2–1 | 1–2 | 6–2 | 1–2 | 8–0 | 0–1 | 2–1 |      | 6–2 |
| Pärnu Vaprus       | 1–6 | 0–2 | 0–4 | 2–4 | 1–3 | 2–0 | 0–6 | 2–4 | 1–5 |     | 1–6 | 5–5 | 0–4 | 1–2 | 2–4 | 0–1 | 2–4 | 0–2 | 3–10 |     |

## Baraż o Meistriliiga
Paide FC Flora Linnameeskond czwarta drużyna Esiliigi wygrała bramkami na wyjeździe dwumecz z Pärnu Vaprus miejsce w Meistriliiga na sezon 2009.
| 20 listopada 2008 | Paide FC Flora Linnameeskond                     | 2:1   | Pärnu Vaprus       |                                                                        |
| 16:00             | Vitaliy Polyanskyi 21' (sam.) · Lauri Ellram 66' | (1:0) | 90' Oleg Kovalenko | Stadion Paide Ühisgümnaasiumi, Tallinn Widzów: 150 Sędzia: Ainar Kuusk |

| 23 listopada 2008 | Pärnu Vaprus                                                    | 4:3   | Paide FC Flora Linnameeskond                           |                                                            |
| 11:00             | Indrek Joost 48' · Maido Pakk 70', 75' · Vitaliy Polyanskyi 72' | (0:2) | 13' Martin Saar · 43' Karel Voolaid · 65' Lauri Ellram | Pärnu Rannastaadion, Parnawa Widzów: 100 Sędzia: Jaan Roos |

## Najlepsi strzelcy
| Bramki | Strzelcy         | Drużyna         |
| ------ | ---------------- | --------------- |
| 23     | Ingemar Teever   | Nõmme Kalju     |
| 22     | Nikita Andriejew | Levadia Tallinn |
| 19     | Sander Post      | Flora Tallinn   |
| 17     | Jarmo Ahjupera   | Flora Tallinn   |
| 17     | Felipe Nunes     | Nõmme Kalju     |
| 16     | Tarmo Kink       | Levadia Tallinn |
| 15     | Henri Anier      | Flora Tallinn   |
| 15     | Indrek Zelinski  | Levadia Tallinn |
| 13     | Irfan Ametow     | Sillamäe Kalev  |
| 13     | Artjom Dmitrijev | TVMK Tallinn    |
| 13     | Vladislav Gussev | TVMK Tallinn    |
| 13     | Nikolai Lõsanov  | Narva Trans     |

Źródło:

## Stadiony
| Flora Tallinn   |
| --------------- |
| A. Le Coq Arena |
|                 |

| Kalev Tallinn            |
| ------------------------ |
| Stadion Centralny Kalevi |
|                          |

| Narva Trans               |
| ------------------------- |
| Narva Kreenholmi staadion |
|                           |

| Nõmme Kalju   |
| ------------- |
| Hiiu staadion |
|               |

| Levadia Tallinn TVMK Tallinn |
| ---------------------------- |
| Stadion Kadriorg             |
|                              |

| Sillamäe Kalev         |
| ---------------------- |
| Stadion Sillamäe Kalev |
|                        |

| Pärnu Vaprus        |
| ------------------- |
| Pärnu Rannastaadion |
|                     |

| Tartu Maag Tammeka |
| ------------------ |
| Tamme staadion     |
|                    |

| Viljandi Tulevik       |
| ---------------------- |
| Viljandi linnastaadion |
|                        |

Źródło: